# Acacia longissima
Acacia longissima é uma espécie de leguminosa do gênero Acacia, pertencente à família Fabaceae.